# Тараборелли, Джон Рэндалл Энтони
Джон Рэндалл Энтони Тараборелли (англ. John Randall Anthony Taraborrelli; род. 29 февраля 1956, Филадельфия, Пенсильвания) — американский журналист и биограф. Тараборелли известен биографиями современных деятелей искусства и развлечений, а также политических деятелей. Написал биографии Дaйаны Росс, Мэрилин Монро, Майкла Джексона, Мадонны, семьи Кеннеди, семьи Хилтон и Бейонсе. Он также регулярно появлялся на телевидении как репортёр в таких развлекательных программах как Entertainment Tonight, Good Morning America, Today и CBS This Morning.
Проживает в Лос-Анджелесе, Калифорния.